# Arrondissement Ieper
Arrondissement Ieper (franska: Arrondissement d’Ypres, Ypres) är ett arrondissement i Belgien.   Det ligger i provinsen Västflandern och regionen Flandern, i den västra delen av landet, 100 kilometer väster om huvudstaden Bryssel.
Trakten runt Arrondissement Ieper består till största delen av jordbruksmark. Runt Arrondissement Ieper är det ganska tätbefolkat, med 222 invånare per kvadratkilometer.

## Kommuner
Följande kommuner ingår i arrondissementet;

- Heuvelland
- Ypern (Ieper)
- Langemark-Poelkapelle
- Mesen
- Poperinge
- Vleteren
- Wervik
- Zonnebeke